# Larry Welz
Lawrence Welz (1948) é um quadrinista norte-americano. Participou do movimento de quadrinhos para adultos denominado underground comix, chegando a criar, na década de 80, uma famosa personagem de quadrinhos eróticos, a Cherry Poptart ou simplesmente Cherry.